# Daniela Rus
Daniela L. Rus (* 1963 in Cluj-Napoca, Rumänien) ist eine US-amerikanische Informatikerin.
Rus kam mit ihren Eltern 1982 aus Rumänien in die USA. Sie wurde 1992 an der Cornell University bei John E. Hopcroft promoviert (Fine motion planning for dexterous manipulation). Sie war Professorin am Dartmouth College und ist Professorin für Informatik und Elektrotechnik am Massachusetts Institute of Technology (MIT), wo sie seit 2012 Direktorin des MIT Computer Science and Artificial Intelligence Laboratory (CSAIL) ist, als Nachfolgerin von Anant Agarwal. Sie ist die erste Frau als Direktorin dieses wichtigen und traditionsreichen MIT-Labors, das zugleich dessen größtes Departement-übergreifendes Forschungsinstitut ist. Vorher war sie ab 2008 dessen Associate Director und ab 2005 Ko-Direktor von dessen Center of Robotics. Sie leitet innerhalb des CSAIL das Distributed-Robotics-Labor.
Sie ist Expertin für verteilte Robotik und realisierte mit ihren Mitarbeitern einige aufsehenerregende Roboter-Projekte, zum Beispiel Roboter, die in Schwärmen fliegen, mit Menschen tanzen und Gärten pflegen, und Sensor-Netzwerke, die Kühe ohne Zaun auf der Weide halten. Sie arbeitete an sich selbst rekonfigurierenden Robotern und sich selbst organisierenden Roboternetzwerken, an mobilen Sensornetzwerken und Robotik für Unterwasserarbeiten.
2002 wurde sie MacArthur Fellow, und sie war Sloan Research Fellow. Sie ist im Fachbeirat des Max-Planck-Instituts für Biologische Kybernetik in Tübingen und Mitherausgeberin des Journal of Autonomous Robots. Sie ist Fellow des IEEE (2009) und im Planungsrat der IEEE Robotics and Automation Society. 2017 wurde Rus in die American Academy of Arts and Sciences gewählt. für 2025 wurde ihr die IEEE Edison Medal zugesprochen.